# Bora (viento)

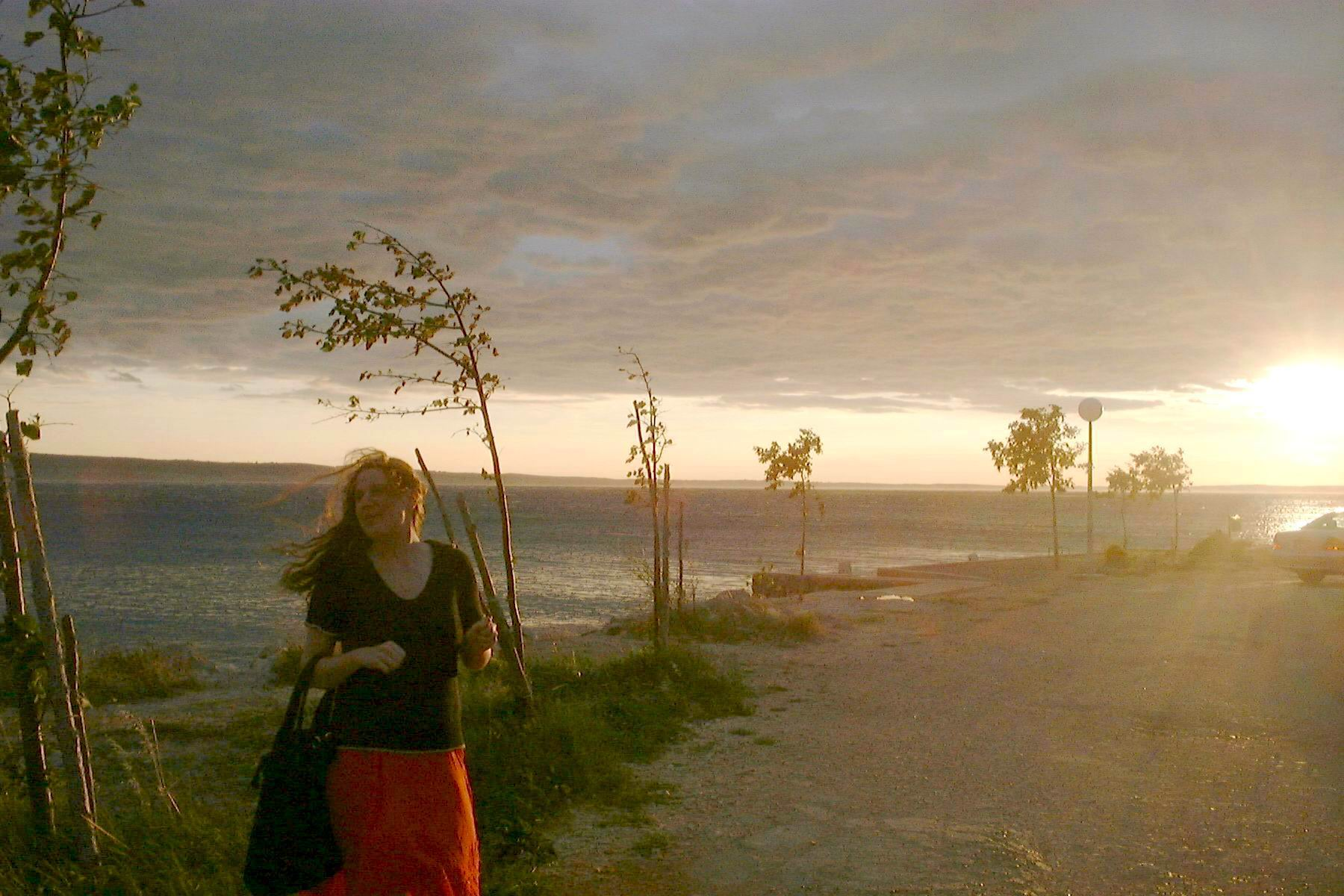
Bora en Croacia.

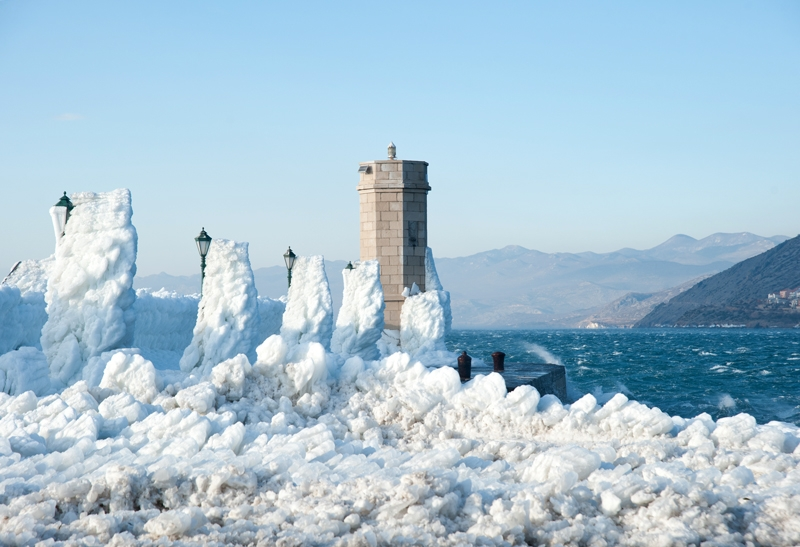
Bora en Senj, Croacia.

El viento bora (croata: bura; esloveno: burja; búlgaro: буран; griego: βοράς; turco: bora) es un viento catabático que sopla desde el norte-nordeste en el mar Adriático, Croacia, Italia, Grecia, Eslovenia y Turquía. Es frío y seco y se debe a la formación de un ciclón estacional en el mar Mediterráneo. Su nombre deriva de la figura mitológica griega de Boreas/Βορέας, el viento del Norte.

## Rasgos

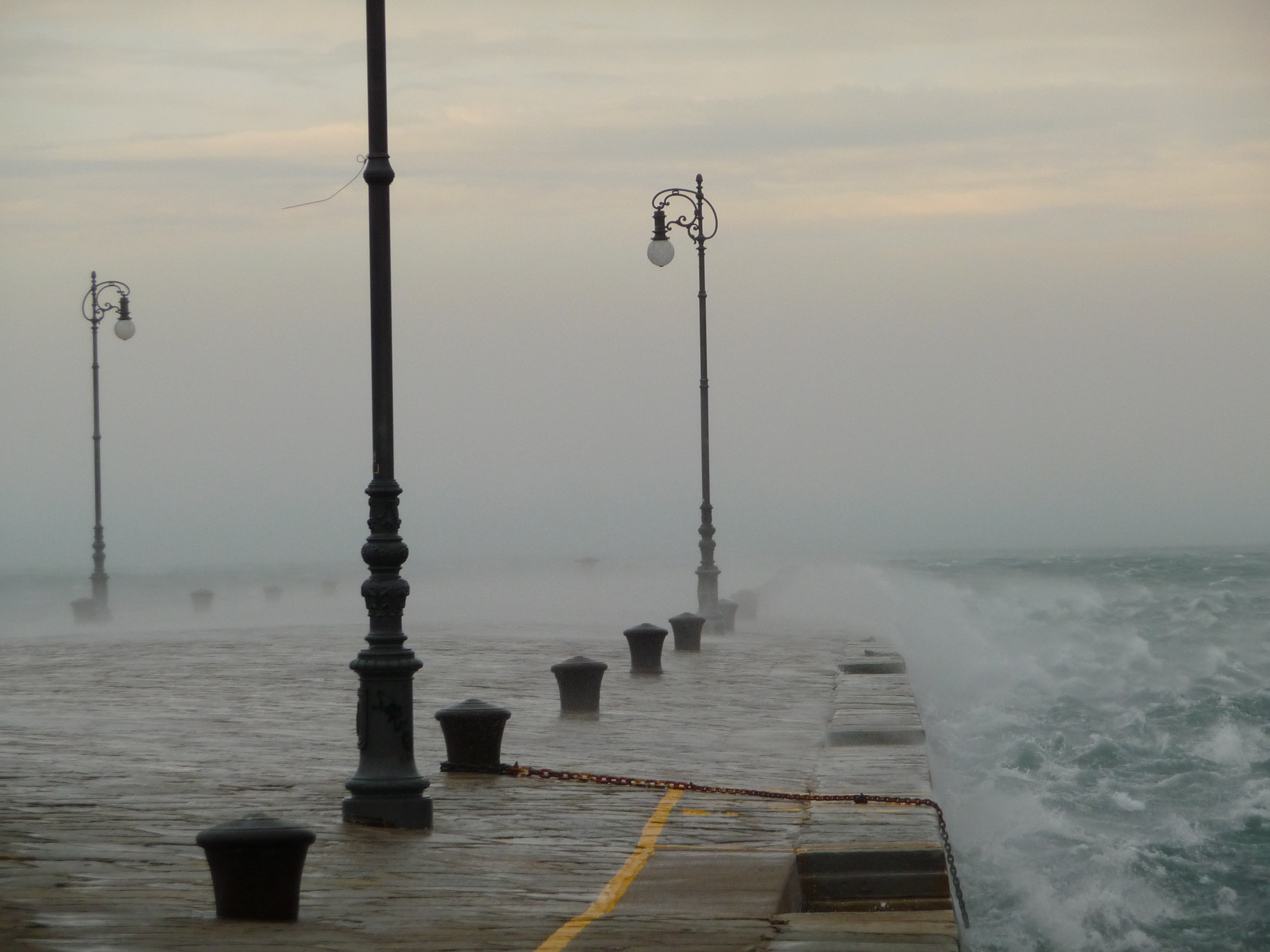
Bora en Molo Audace, Trieste.

El cambiante bora puede a menudo sentirse por toda Dalmacia, Istria, Trieste y el resto de la costa oriental del Adriático. Sopla en ráfagas. El bora es frecuente sobre todo en el invierno. Sopla más fuerte, como lo explicó el meteorólogo barón Ferdinand von Wrangel ampliando la explicación de Julius Hann de los vientos catabáticos alpinos al norte del Adriático, cuando una zona de alta presión polar se asienta sobre las montañas cubiertas de nieve de la meseta interior detrás de la cordillera costera Dinárica y una calmada zona de baja presión queda más al sur sobre el Adriático, más templado. Conforme el aire se va enfriando más y haciendo más denso por la noche, se incrementa el bora. Su temperatura inicial es tan baja que incluso el calentamiento ocasionado por su descenso alcanza las llanuras como un viento frío. El viento tiene dos nombres tradicionales diferentes dependiendo de las condiciones meteorológicas asociadas a él: el "bora claro" (italiano: Bora chiara) es bora en la presencia de cielos despejados, mientras las nubes reuniéndose en lo alto de las colinas y moviéndose hacia el litoral con lluvia caracteriza el "bora oscuro" (Bora scura).

## Zonas afectadas

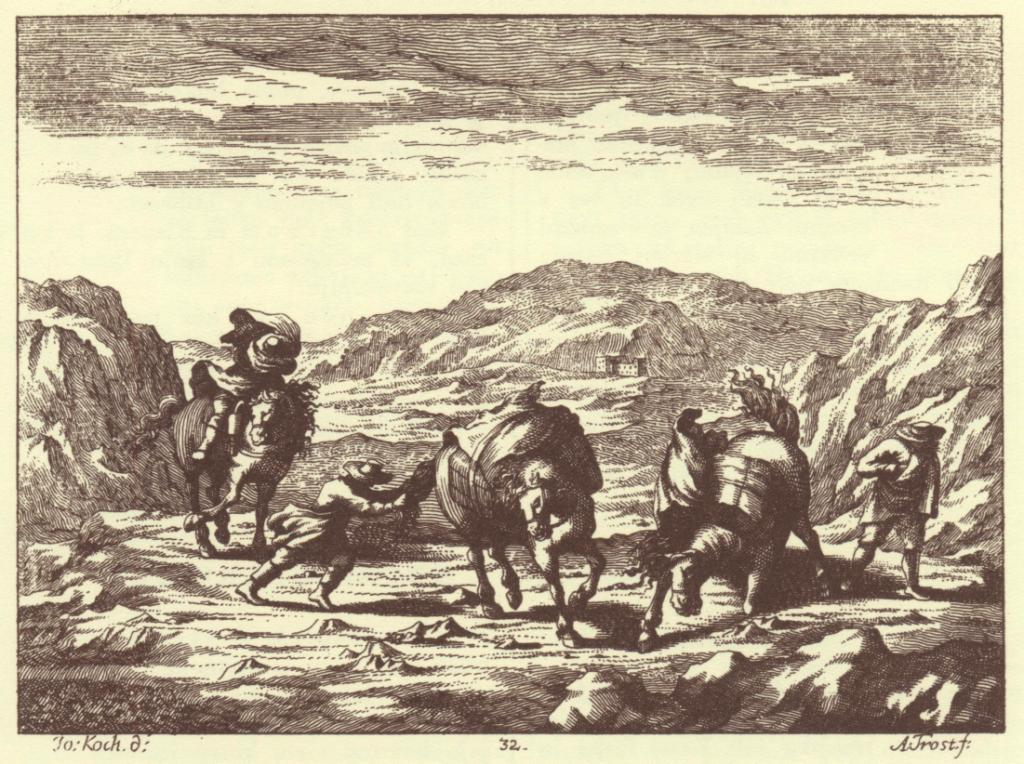
El bora en el Kras tal como lo representa el cuadro Gloria de Valvasor,.

La zona donde tienen lugar algunos de los vientos bora más fuertes es la cordillera de la montaña Velebit en Croacia. Esta sierra litoral, que abarca 145 kilómetros, representa una enorme división de tiempo y climática entre el marcado clima continental del interior, caracterizado por significativas diferencias de temperatura entre el día y la noche a lo largo del año, y la costa adriática, con un clima mediterráneo. La navegación puede ser extremadamente peligrosa para los navegantes inexpertos en el canal de Velebit debido a que el viento puede empezar de repente en un día calmado y despejado y producir un gran problema, afectando también al tráfico por carretera. Cerca de las ciudades de Senj, Stara Novalja, Karlobag y el portal meridional del túnel Sv. Rok en Croacia, puede alcanzar velocidades de hasta 220 km por hora. El 15 de marzo de 2006 se midió una racha de viento en el puente de Pag de 235 km/h.
El viento es también un rasgo integral del valle de Vipava en Eslovenia y de la región de Kras (conocida como Carso en Italia), una zona de alturas calizas sobre el golfo de Trieste extendiéndose hacia la península de Istria. Debido a que la región separa la baja costa adriática de la cordillera de los Alpes Julianos, con frecuencia se producen aquí extremos vientos bora. Han influido en el estilo de vida y la arquitectura tradicionales de la región. Las ciudades en la costa, donde el bora también acontece frecuentemente, están construidas con densidad con callejuelas en parte debido al viento. Los edificios en varias ciudades y pueblos de Eslovenia y la provincia de Trieste (Italia) tienen piedras en sus tejados para impedir que las tejas vuelen con el viento. Cadenas y cuerdas son ocasionalmente extendidas a lo largo de las aceras en el centro de Trieste, Italia, para facilitar el tráfico a pie - las rachas en la ciudad están normalmente por encima de los 120 km/h alcanzando máximos de cerca de 200 km/h. Un bora fuerte a menudo será anunciado en la televisión italiana. Las ciudades eslovenas donde ocurren los vientos bora más fuertes son Ajdovščina, Vipava y, en menor medida, Nova Gorica.
También se producen fuertes vientos bora en la bahía de Tsemes del mar Negro cerca del puerto ruso de Novorossiysk, donde son conocidos como nordost. Pueden alcanzar velocidades de hasta 220 km/h.